# Utahi prérikutya
Az utahi prérikutya (Cynomys parvidens) az emlősök (Mammalia) osztályának a rágcsálók (Rodentia) rendjébe, ezen belül a mókusfélék (Sciuridae) családjába tartozó faj.

## Előfordulása
Utah állam délközép részének prérijein él.

## Megjelenése
Az utahi prérikutya a legkisebb prérikutyafaj, testhossza 305–360 mm, farokhossza 30–60 mm. A háta fahéjszínű, és a farok szinte teljesen fehér. A hasa is fahéjszínű.

## Életmódja
Nappal aktív. Kolóniákban él. A föld alatt üregeket ás. Táplálékát virágok, magvak, füvek és levelek.

## Szaporodása
A 30 napig tartó vemhesség végén a nőstény 3-4 kölyköt fial. A kölykök októberre érik el a kifejlett állatok testméretét.